# Іванов Василь Іванович (секретар Калінінського обкому)
Василь Іванович Іванов (нар. 25 грудня 1904, село Новінки Бежецького повіту Тверської губернії, тепер Тверської області, Російська Федерація — 7 грудня 1957, місто Москва) — радянський партійний діяч, в.о. 2-го секретаря Калінінського обласного комітету ВКП(б). Депутат Верховної Ради СРСР 1-го скликання.

## Біографія
Народився в родині селянина-середняка. У 1917 році закінчив двокласне сільське училище, у 1920 році — один рік школи 2-го ступеня в селі Толмачі Бежецького повіту Тверської губернії, у 1922 році — два курси інституту народної освіти в Твері. У 1923 році вступив до комсомолу.
З червня 1924 по червень 1925 року — працівник хати-читальні і клубу в селі Аркатово Тверського повіту Тверської губернії. У липні — листопаді 1925 року — секретар Тверського волосного комітету ВЛКСМ в Твері.
З листопада 1925 по листопад 1927 року — червоноармієць, молодший командир, помічник політичного керівника роти 56-го стрілецького полку РСЧА.
Член ВКП(б) з травня 1927 року.
У грудні 1927 — вересні 1929 року — інспектор праці і представник ВЛКСМ у Тверському губернському відділі праці. З жовтня 1929 по травень 1930 року — інструктор відділу агітації і пропаганди Тверського окружного комітету ВКП(б). У травні — листопаді 1930 року — завідувач Будинку підготовки активу Тверського окружного комітету ВКП(б).
З листопада 1930 по червень 1931 року — відповідальний редактор районної газети «Колгоспне будівництво» в селі Рамешки Московської області. З червня 1931 по квітень 1933 року — відповідальний редактор обласної карельської газети «Kolhozojn Puoleh/За колгоспи» в Москві і в місті Лихославлі Московської області.
З квітня 1933 по лютий 1935 року — інструктор відділу культури і пропаганди Московського обласного комітету ВКП(б).
У березні — жовтні 1935 року — завідувач організаційного відділу Калінінського облвиконкому. З жовтня 1935 по липень 1936 року — завідувач відділу культури і пропаганди Калінінського обласного комітету ВКП(б).
У липні 1936 — липні 1937 року — 1-й секретар Осташковського районного комітету ВКП(б) Калінінської області.
У липні — вересні 1937 року — 1-й секретар Організаційного бюро Калінінського обласного комітету ВКП(б) по Карельському національному округу в місті Лихославлі.
У жовтні 1937 — 17 квітня 1938 року — в.о. 2-го секретаря Калінінського обласного комітету ВКП(б).
З травня по липень 1938 року — начальник Калінінського обласного відділу місцевої промисловості.
10 липня 1938 року заарештований УНКВС по Калінінській області у справі «карельської буржуазно-націоналістичної організації». Рішенням бюро Калінінського обласного комітету ВКП(б) 23 липня 1938 року виключений з ВКП(б) «як заарештований органами НКВС». Звинувачувався за статтями 17-58-1а, 58-4, 58-8, 58-11 КК РРФСР. 11 листопада 1939 року справа проти Іванова припинена з негайним звільненням підсудного з-під варти. Відновлений у ВКП(б) рішенням Калінінського обласного комітету ВКП(б) 8 грудня 1939 року з оголошенням догани із занесенням в облікову картку «за допущені помилки в питаннях карелізації».
З квітня 1940 по березень 1942 року — в.о. голови, голова Калінінської обласної ліспромспілки. У березні — липні 1942 року — заступник уповноваженого управління промислової кооперації при РНК РСФСР по Калінінській області. З липня 1942 по червень 1949 року — керуючий тресту «Калінінліс» Міністерства лісової промисловості РРФСР.
У червні 1949 — жовтні 1951 року — заступник міністра лісової і паперової промисловості РРФСР в Москві. З жовтня 1951 по квітень 1956 року — керуючий тресту «Мосліспром» Міністерства лісової промисловості РРФСР.
З 1956 року — на пенсії у Москві.

## Нагороди
- ордени
- медалі